# Садовські поселення
Садовські поселення — комплекс археологічних поселень: селище ранньо-мокшанської (7-8 сторіччя) й буртаської (10-13 сторіччя) діб й два буртаські городища, що розташовані у сільця Садовки Городищенського району на правому березі річки Ішімка. Поселення були зруйновані (ймовірно спалені) у 13 сторіччі монголо-татарської навалою.
Відкриті в 1960-х роках М. Р. Полєсських.

## Садовське городище-1
Городище обстежено А. Х. Халиковим.
Городище розташоване на західній околиці сільця Садовки, на мисі річки; відгороджено від поля двома рядами валів з ровами.
На городищі зібраний гончарний посуд 11-13 сторіч.

## Садовське городище-2
Городище обстежено Г. Н. Белорибкіним.
Городище розташоване за 0,7 км на південний схід від Садовського городища-1 на мисі; відгороджене від поля трьома рядами валів з ровами.
Культурний шар містить фрагменти ліпного та гончарного посуду 10-13 сторіч. Виявлено залишки посуду, їжі, зброю та прикраси; спалені конструкції господарських та оборонних споруд.

## Садовське селище
Обстежено В. В. Ставицьким, А. В. Растороповим.
Селище розташоване на схід від Садовського городища-2, на протилежному боці яру.
У культурному шарі виявлено ліпний посуд мокші-мордви 7-8 сторіччя й гончарний посуд доби Буртаського князівства 10-13 сторіч та залишки споруд.